# جمیل آوویجو
جمیل آوویجو (انگلیسی: Jamil Awoyejo؛ زادهٔ ۲۱ ژوئن ۲۰۰۱) بازیکن فوتبال است.
از باشگاه‌هایی که در آن بازی کرده‌است می‌توان به باشگاه فوتبال ای‌اف‌سی ویمبلدون اشاره کرد.